# Cléry (Savoia)
Cléry és un municipi francès situat al departament de la Savoia i a la regió d'Alvèrnia-Roine-Alps. L'any 2007 tenia 386 habitants.

## Demografia

### Població
El 2007 la població de fet de Cléry era de 386 persones. Hi havia 144 famílies de les quals 36 eren unipersonals (24 homes vivint sols i 12 dones vivint soles), 36 parelles sense fills, 64 parelles amb fills i 8 famílies monoparentals amb fills.
La població ha evolucionat segons el següent gràfic:
Habitants censats

### Habitatges
El 2007 hi havia 190 habitatges, 144 eren l'habitatge principal de la família, 40 eren segones residències i 6 estaven desocupats. 171 eren cases i 19 eren apartaments. Dels 144 habitatges principals, 120 estaven ocupats pels seus propietaris, 20 estaven llogats i ocupats pels llogaters i 4 estaven cedits a títol gratuït; 1 tenia una cambra, 10 en tenien dues, 16 en tenien tres, 42 en tenien quatre i 75 en tenien cinc o més. 122 habitatges disposaven pel capbaix d'una plaça de pàrquing. A 57 habitatges hi havia un automòbil i a 76 n'hi havia dos o més.

### Piràmide de població
La piràmide de població per edats i sexe el 2009 era:
| Homes | Edats   | Dones |
| ----- | ------- | ----- |
| 0     | 95 o +  | 0     |
| 0     | 90 a 94 | 0     |
| 0     | 85 a 89 | 0     |
| 4     | 80 a 84 | 4     |
| 4     | 75 a 79 | 4     |
| 0     | 70 a 74 | 12    |
| 0     | 65 a 69 | 0     |
| 16    | 60 a 64 | 16    |
| 12    | 55 a 59 | 0     |
| 12    | 50 a 54 | 0     |
| 4     | 45 a 49 | 4     |
| 4     | 40 a 44 | 8     |
| 0     | 35 a 39 | 0     |
| 24    | 30 a 34 | 4     |
| 8     | 25 a 29 | 12    |
| 4     | 20 a 24 | 4     |
| 4     | 15 a 19 | 0     |
| 0     | 10 a 14 | 0     |
| 8     | 5 a 9   | 4     |
| 20    | 0 a 4   | 8     |

## Economia
El 2007 la població en edat de treballar era de 228 persones, 167 eren actives i 61 eren inactives. De les 167 persones actives 158 estaven ocupades (89 homes i 69 dones) i 9 estaven aturades (4 homes i 5 dones). De les 61 persones inactives 27 estaven jubilades, 11 estaven estudiant i 23 estaven classificades com a «altres inactius».

### Ingressos
El 2009 a Cléry hi havia 150 unitats fiscals que integraven 434,5 persones, la mediana anual d'ingressos fiscals per persona era de 18.483 €.

### Activitats econòmiques
Dels 15 establiments que hi havia el 2007, 1 era d'una empresa de fabricació d'altres productes industrials, 5 d'empreses de construcció, 2 d'empreses de comerç i reparació d'automòbils, 1 d'una empresa d'informació i comunicació, 5 d'empreses de serveis i 1 d'una entitat de l'administració pública.
Dels 6 establiments de servei als particulars que hi havia el 2009, 1 era un taller de reparació d'automòbils i de material agrícola i 5 fusteries.
L'any 2000 a Cléry hi havia 16 explotacions agrícoles que ocupaven un total de 192 hectàrees.

## Equipaments sanitaris i escolars
El 2009 hi havia una escola elemental.

## Poblacions més properes
El següent diagrama mostra les poblacions més properes.